# Pero de Alenquer

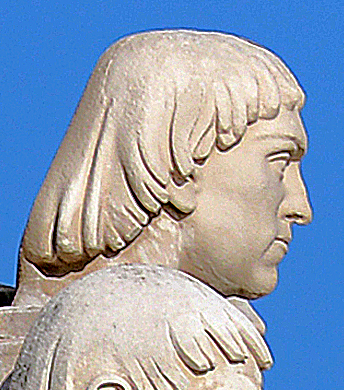
Efígie de Pêro de Alenquer no Padrão dos Descobrimentos, em Lisboa, Portugal.

Pêro de Alenquer (século XV) foi um piloto náutico português.

## Biografia
Em vista de seu valor profissional, em 1483 João II de Portugal concedeu-lhe a mercê de se vestir como os escudeiros da Casa Real.
Na exploração de 1487-1488 pilotou a caravela com que Bartolomeu Dias ultrapassou o cabo da Boa Esperança, tendo anotado, nessa viagem, inúmeras observações. A sua escolha para esta função demonstra que já devia possuir larga experiência na navegação atlântica, dado que a equipagem desta armada foi recrutada entre os melhores homens do mar à época, dado o cuidado que o monarca dedicou à sua organização.
Quando da viagem de Vasco da Gama, que culminou com a Descoberta do caminho marítimo para a Índia, foi o piloto-mor da nau "São Gabriel", capitânia da armada, outra indicação de que seria, seguramente, o melhor piloto de seu tempo. Acredita-se que tenha falecido no regresso desta última, uma vez que, ainda em 1499, Manuel I de Portugal concedeu a seu filho, Rodrigo, uma tença por morte do pai.
Garcia de Resende na sua Crónica de D. João II (1545), a respeito deste profissional, relata que, certo dia, estando o monarca à mesa de refeições, afirmou que só podiam vir navios de pano latino da costa da Mina (ou seja, apenas de bandeira portuguesa), uma vez que desejava manter a exclusividade desta rota. Pêro de Alenquer replicou que de lá traria qualquer navio redondo. Diante da negativa do rei, o piloto reafirmou o que dissera antes, e o monarca rematou a conversa afirmando que a "...um vilão peco não há coisa que lhe não pareça que fará e enfim não faz nada". Terminada a refeição, o monarca mandou chamar Alenquer e pediu-lhe que lhe perdoasse por ter dito aquilo, mas pretendia manter o segredo da navegação para a Mina - e por isso manteve sempre a Guiné bem guardada no seu reinado, acrescenta o cronista.
A história de Resende embora considerada incongruente sob vários pontos de vista - não apenas dado que Portugal não era o único país onde existiam navios redondos que pudessem navegar até à Mina, e que não é credível que pretendendo o monarca manter o controle da navegação daquela costa, um dos seus pilotos de confiança não soubesse que devia manter sigilo rigoroso a seu respeito -, demonstra  que o navegador era um personagem próximo do soberano, e dele se afirma que era um "muito grande piloto da Guiné e que bem tinha descoberto".